# Longwanggou Shuiku
Longwanggou Shuiku (kinesiska: 龙王沟水库) är en reservoar i Kina. Den ligger i provinsen Henan, i den centrala delen av landet, omkring 200 kilometer sydväst om provinshuvudstaden Zhengzhou. Longwanggou Shuiku ligger 154 meter över havet. Arean är 1,8 kvadratkilometer. Trakten runt Longwanggou Shuiku består till största delen av jordbruksmark. Den sträcker sig 2,4 kilometer i nord-sydlig riktning, och 2,5 kilometer i öst-västlig riktning.
Genomsnittlig årsnederbörd är 919 millimeter. Den regnigaste månaden är augusti, med i genomsnitt 169 mm nederbörd, och den torraste är januari, med 5 mm nederbörd.